# Real Sociedad Española de Física
La Real Sociedad Española de Física (RSEF) es una institución sin ánimo de lucro continuadora de la rama de Ciencias Físicas de la Real Sociedad Española de Física y Química (RSEFQ), fundada en el año 1903 y dividida en 1980 en las actuales Reales Sociedades de Física (RSEF) y de Química (RSEQ). La RSEF es, actualmente, una asociación declarada de Utilidad Pública. Tiene por objetivo promover el desarrollo de la física en los aspectos de conocimiento básico y de sus aplicaciones, así como fomentar la investigación científica y la enseñanza de la física en todos los ámbitos educativos. La RSEF desarrolla su actividad en todo el territorio nacional y mantiene relaciones internacionales en los ámbitos que le son propios y, en particular, con Iberoamérica (véanse los detalles y sus estatutos en el sitio web oficial de la RSEF).
La RSEF es un colectivo estructurado en grupos especializados y secciones locales. También tiene una Sección Exterior (Extranjero) a la que pertenecen los miembros de la RSEF que desarrollan su actividad fuera de España.

## Finalidad
Los fines fundamentales de la RSEF son:
- Transmitir a la Sociedad y a sus instituciones la importancia de la física para el desarrollo del conocimiento, la economía y el bienestar de los ciudadanos.
- Promover la investigación, la docencia y la divulgación de la física tanto en España como en el extranjero.
- Fomentar el avance de la enseñanza de la física en todos los niveles y asesorar a los organismos competentes sobre la materia.
- Ser un referente de ámbito nacional en todo lo relativo a las ciencias y tecnologías físicas.
- Ser órgano de asesoramiento institucional en aquellas cuestiones donde la física juegue un papel relevante.
- Participar en la constitución de comisiones científicas de ámbito estatal así como en las representaciones españolas en instituciones y comisiones científicas internacionales.
- Asesorar y colaborar con el mundo empresarial en cuestiones relacionadas con la física.
- Contribuir a la educación científica y tecnológica de la Sociedad, promoviendo actividades de divulgación y difusión de la física.
- Facilitar el contacto entre personas, instituciones u organismos interesados en la física y, especialmente, entre los miembros de la RSEF.

Los socios de la RSEF pueden ser:
- Miembros: personas físicas, sin restricción en número y de cualquier nacionalidad.
- Socios corporativos: pueden ser socios institucionales (por ejemplo, entidades docentes o investigadoras) o empresas colaboradoras con los fines de la RSEF.

La RSEF es miembro de la Sociedad Europea de Física (EPS) y de la Sociedad Iberoamericana de Física (FEASOFI) y mantiene acuerdos de cooperación con otras sociedades nacionales e internacionales.

## Historia

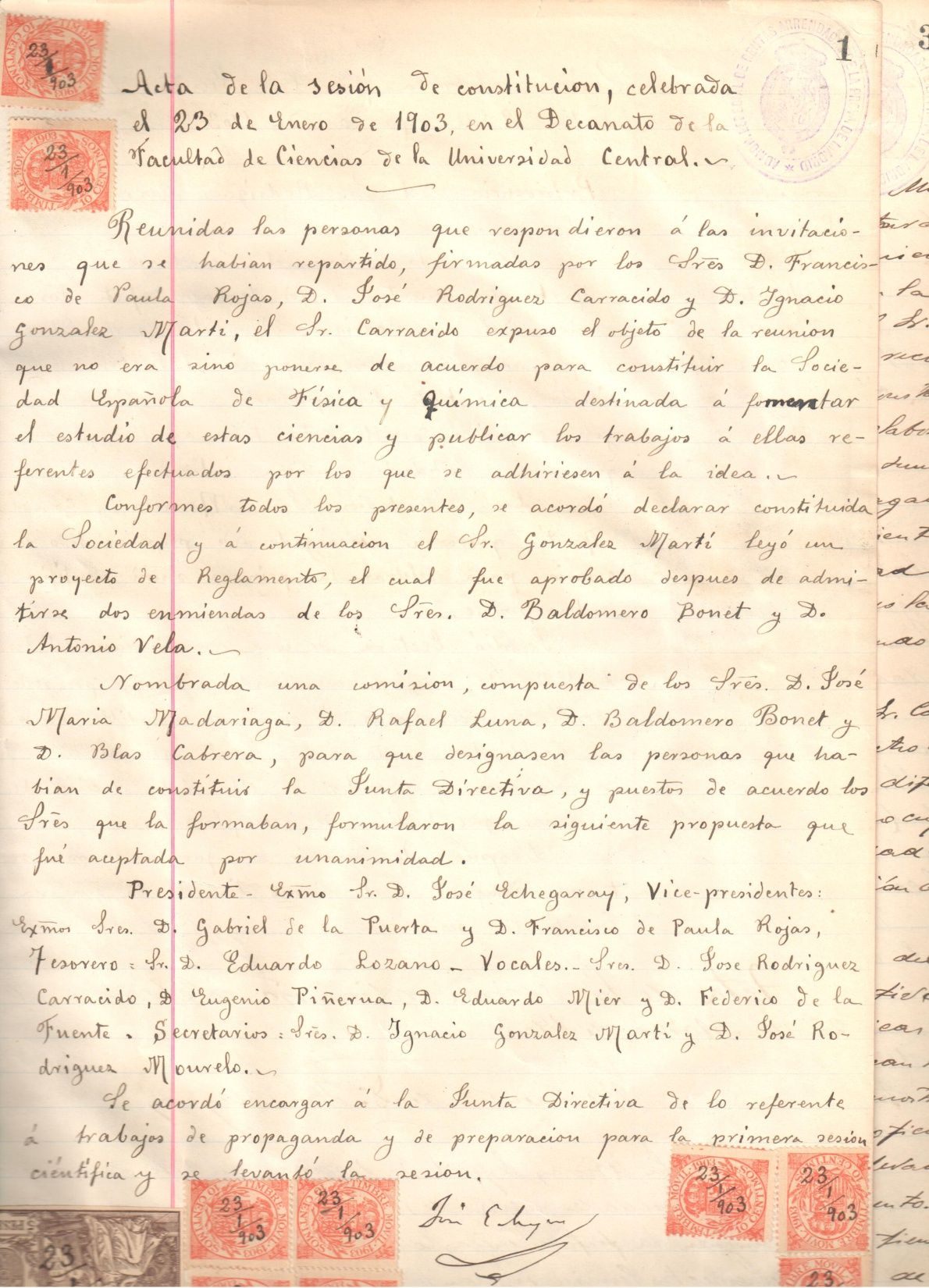
Acta de la sesión de constitución de la Sociedad Española de Física y Química celebrada el 23 de enero de 1903 firmada
por José Echegaray.

La reunión fundacional de la Sociedad Española de Física y Química (SEFQ) tuvo lugar el 23 de enero de 1903, en el decanato de la Universidad Central, en el viejo caserón de la calle Ancha de San Bernardo de Madrid, donde la Sociedad tuvo su primera sede. En el acta de constitución, rubricada por José Echegaray, se dice: «el Sr. Carracido expuso el objeto de la reunión que no era sino ponerse de acuerdo para constituir la Sociedad Española de Física y Química destinada a fomentar el estudio de estas ciencias y publicar los trabajos a ellas referentes por los que se adhirieron a la idea». El propio Carracido, en 1909, recordaba en la Real Academia de Ciencias Exactas, Físicas y Naturales: «En el año 1903 se funda la SEFQ y poco después se reanuda la publicación de la Revista de nuestra Academia. En la vida de una y otra está interesado el honor de España». La primera Junta Directiva quedó constituida como sigue:
| Presidente      | José Echegaray Eizaguirre (Ingeniero de Caminos, Canales y Puertos) |
| Vicepresidentes | Francisco de Paula Rojas (Catedrático de facultad de Ciencias) Gabriel de la Puerta (Catedrático de facultad de Farmacia) |
| Tesorero        | Juan Fages y Virgili (Catedrático de facultad de Ciencias) |
| Vocales         | José Rodríguez Carracido (Catedrático de facultad de Ciencias) Eugenio Piñerúa (Catedrático de facultad de Ciencias) Federico de la Fuente (Catedrático de Escuela de Artes e Industrias) Eduardo Mier y Miura (Ingeniero geógrafo) |
| Secretarios     | José Rodríguez Mourelo (Catedrático de Escuela de Artes e Industrias) |

En sus orígenes la SEFQ estuvo compuesta por gentes de las generaciones del 68 y del 98 que inmediatamente fueron mayoría en los órganos directivos de la Sociedad. Todos ellos eran, o llegaron a ser, miembros de la Real Academia de Ciencias —Echegaray era, a la sazón, presidente de la Academia— menos Federico de la Fuente y Eugenio Piñerúa que lo fue de Medicina. Todos ejercían su profesión, docentes en su mayor parte, en Madrid. Criterio que se mantuvo en la composición de la Junta Directiva hasta 1923 en que se acuerda la incorporación de cuatro vocales no residentes en la capital.

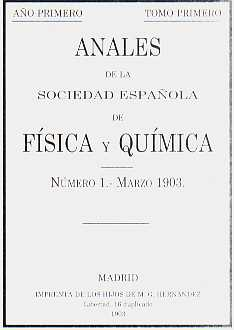
Portada del primer número de Anales de la Sociedad Española de Física y Química, primera publicación de la sociedad precursora de la RSEF.

Inmediatamente después de su creación se inicia la publicación de los Anales, el medio de comunicación fundamental y casi exclusivo a que daba derecho ser socio, donde cada año se presentaba una Memoria del año anterior que, junto con las Actas de las sesiones mensuales, son la mejor guía para conocer las incidencias de la vida, a veces azarosa, de la Sociedad. En la memoria que presenta la Directiva actuante en 1903, cesando en sus funciones el 31/12/1904, se informa que el número de artículos en Anales ese año fue 57, «número que demuestra el interés que en nuestro país despierta este género de estudios», y que el número de socios del primer año era 263 con una cuota de 15 pesetas anuales. Las cuotas eran el sostén económico de la Sociedad, salvo algunas donaciones esporádicas y el cobro de anuncios, hasta que en 1911 el Ministerio de Instrucción Pública les asignó una dotación anual de 3000 pesetas, que en 1935 llegó a ser de 13.252 por parte de la Instrucción Pública y 9500 del Ministerio de Estado; por aquellas fechas el número de socios ascendía a 1.400, siendo la cuota de 25 pesetas.
A partir de los años 20, y gracias a las becas de la 'Junta para Ampliación de Estudios e Investigaciones Científicas, ya habían salido al extranjero un considerable número de físicos y químicos españoles, y por España habían pasado destacadas figuras científicas como Urbain, Fourneau, Fabry, Perrin, Fajans, Sabatier, Ostwald, Marie Curie, Einstein, Scherrer, Weiss, Sommerfeld... Además, la Sociedad fue integrándose en sociedades científicas internacionales (Comité de la Unión Solar, Unión Internacional de Química Pura y Aplicada,...) y llamada a ser representada en Congresos y Conmemoraciones (Químicos azucareros de Francia, Radiología y Electricidad en Bruselas, Química Aplicada en Washington y Nueva York, Pesos Atómicos en Lyon, Estudios Solares en Bonn, Homenaje a Volta en Como, Homenaje a Ramsay en Londres...). Y algunos de nuestros científicos, miembros de la Sociedad (Cajal, Cabrera, Hauser, Rodríguez Mourelo, Torres Quevedo, Casares, Carracido, Moles...) fueron invitados como conferenciantes, traducidos sus trabajos, y distinguidos de formas diversas en instituciones docentes y científicas de Europa y América; en definitiva, se iba consiguiendo a base de asumir el «haciendo ciencia y haciendo patria», «darnos a conocer y estimar fuera de España», que con éstas u otras expresiones similares eran casi una constante en las reuniones mensuales de las sucesivas directivas, y desde luego el deseo más vehemente con que los científicos del 98 manifestaron su creencia en la regeneración española. El lanzaroteño Blas Cabrera, por ejemplo, participó en las conferencias Solvay de 1930 y 1933.
El estallido de la Primera Guerra Mundial en 1914 no se dejó sentir inicialmente en la actividad de la Sociedad, a pesar de la disminución de revistas extranjeras, y de las dificultades para obtener productos y aparatos procedentes del exterior. Antes bien se despertó aún más la intención de difundir la ciencia dentro del territorio nacional: ampliando la vinculación con los centros docentes; insistiendo, especialmente en los años de la contienda, en la necesaria relación entre ciencia e industria; aspirando a la colectivización de sociedades y otras instituciones nacionales con intereses científicos. Pero sí se notaron las repercusiones de aquel conflicto a partir de su finalización en 1918, sin que se descarte la hipótesis que tales efectos pudieran ser consecuencia del aislamiento en que España se mantuvo. Así, la Sociedad atravesó un serio bache entre 1919 y 1921 que, si bien no puede decirse que hubiera riesgo de desaparición, la tambaleó en su euforia acostumbrada y obligó a las respectivas directivas a introducir algunas modificaciones en sus maneras habituales de proceder.
El reclutamiento de nuevos socios, la ampliación de los medios de financiación y la subida de la subvención oficial, hicieron que de 1920, año en que se encargó de la tesorería Manuel Tomás Gil García, a 1923 se pasara de un movimiento económico de 14.471 pesetas a 23.566 pesetas, lo que obviamente alivió las preocupaciones y contribuyó a que se iniciara una floreciente etapa de la Sociedad.
Como espaldarazo muy gratificante a la labor que la Sociedad venía haciendo para mejorar la actividad científica docente e investigadora en España, fue distinguida en el año de sus bodas de plata (1928) con el título de Real por el rey Alfonso XIII cuando era presidente de la SEFQ el físico Julio Palacios. Si con esa distinción la Sociedad fue reconocida en el ámbito nacional, no tardarían en pasar muchos años, en 1934, para que su reconocimiento internacional se hiciera patente: en 1934, la Real Sociedad organizó en Madrid el IX Congreso Internacional de Química, el primero de la posguerra (el VIII fue en 1912). Se congregaron en la capital de España más de 1500 químicos de todos los países. La inauguración fue presidida por Niceto Alcalá Zamora, Presidente de la República, y Salvador de Madariaga, Ministro de Instrucción Pública.
Como puede traslucirse de esta sucinta semblanza de la Real Sociedad Española de Física y Química, se trata de una institución que desde sus comienzos mostró decidido interés por situar a España en un lugar digno en el panorama científico internacional.
Tras el paréntesis de la guerra civil española y sus nefastas consecuencias, la Sociedad comienza un a recuperarse, sobre todo a partir de la década de los 60. Aumentan las secciones territoriales y aparecen los grupos especializados. Al final de la década se decide la escisión de la Sociedad en dos ramas independientes, las Reales Sociedades de Física (RSEF) y de Química (RSEQ), continuadoras de la labor de la Sociedad matriz que celebró su última Reunión Bienal en Burgos del 29 de septiembre al 3 de octubre de 1980. El primer presidente de la RSEF fue el catedrático de la Universidad Central (hoy UCM) Carlos Sánchez del Río y Sierra.
En los años siguientes se generalizan los grupos especializados dentro de la RSEF, y continúa la celebración de las reuniones bienales.

## Emblema
Tras las celebraciones del centenario (2003) de la Sociedad Española de Física y Química (la SEFQ, que en sus bodas de plata de 1928 había sido distinguida por el rey Alfonso XIII con el título de Real pasando a ser la RSEFQ), la Real Sociedad Española de Física (RSEF) se propuso diseñar un emblema propio para la Sociedad, tarea que se había ido demorando desde que la RSEFQ se dividió en 1980 en dos sociedades independientes, la RSEF y la hermana Real Sociedad Española de Química (RSEQ). Con ese fin, se realizó en primer lugar un estudio histórico‐crítico de posibles antecedentes comenzando por la Ley de Instrucción Pública de 1857 del Ministro de Fomento Claudio Moyano. Hay que recordar que los colores académicos de las seis facultades clásicas de entonces («blanco la de Teología, encarnado de grana la de Derecho, amarillo de oro la de Medicina, morado la de Farmacia, azul celeste la de Filosofía y Letras, y azul turquí la de Ciencias exactas, físicas y naturales») fueron establecidos en el Art. 225 del Reglamento de las Universidades del Reino del 22‐mayo‐1859, con Isabel II, que desarrollaba la ley Moyano. Dicho Reglamento cambió el color de Ciencias, originalmente verde, por el actual azul turquí; éste, más oscuro que el azul celeste, es el color que predomina en la web de la RSEF. Se realizó igualmente un análisis de los emblemas conservados en los edificios de Facultades de Ciencias a lo largo de su existencia, así como de otros emblemas como, por ejemplo, el de la antigua Asociación Nacional de Físicos de España, ANFE , fundada en 1949 y precursora del actual Colegio Oficial de Físicos ( en las sucesivas presidencias de ANFE y del COFIS de Jesús Sancho Rof y Francisco Iglesias Carreño), COFIS, creado en 1977. Con la idea de utilizar símbolos que se asociasen tanto a la física como a los centros donde se enseña y a las sociedades profesionales que agrupan a quienes ejercen como físicos, se llegó al emblema de la Sociedad:

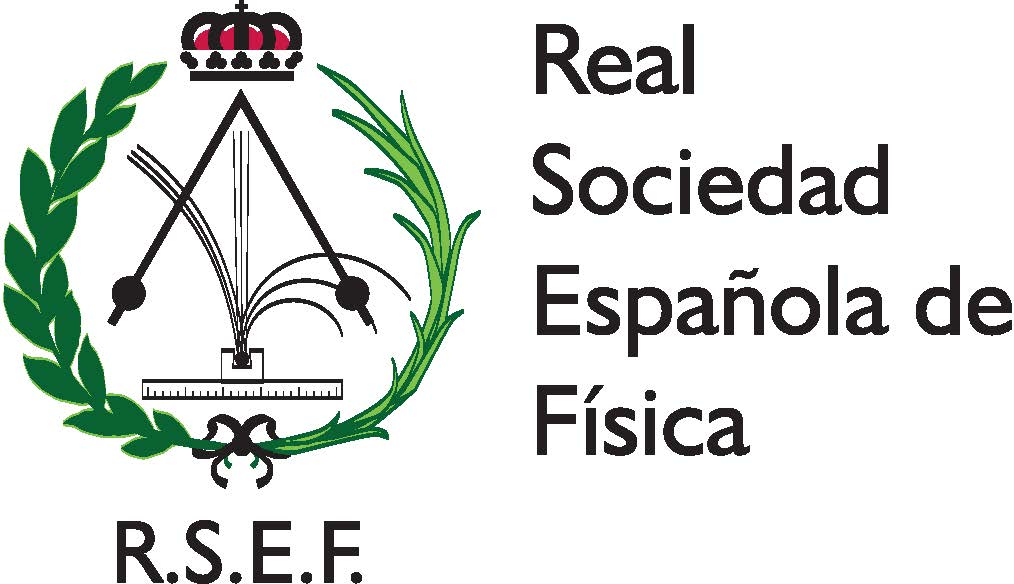

El proceso requirió algunos meses por la búsqueda y paulatina modificación del emblema tras su paso por la Junta de Gobierno de la RSEF y las personas encargadas de su elaboración (véase el Acta 15/4/2004 donde se propuso y aceptó la inclusión en el emblema de las iniciales de la RSEF). El emblema de la RSEF aparece por vez primera en forma de sello en el Acta del 21/2/2005, y así aparece actualmente en todas las Actas, documentos de la RSEF, actividades de la RSEF y de sus Grupos Especializados y Secciones Locales, etc.
El emblema contiene:
- Un péndulo en las dos posiciones extremas simbolizando la medida del tiempo.
- Una regla graduada que alude a la medida del espacio (recuérdese que, por ejemplo, Lord Kelvin definía la física como la ciencia de la medida y que un acontecimiento sucede en un lugar y en un tiempo).
- Y con objeto de ir más allá de la física clásica e incorporar algún aspecto «moderno» se incluyó en el emblema un esquema de las tres radiaciones alfa, beta y gamma en presencia de un campo magnético, mostrándose las desviaciones de las dos primeras. Este conjunto está rodeado por hojas de laurel (a la izquierda) y de palmera (derecha), unas u otras frecuentes en emblemas antiguos, optándose por la presencia de ambas en el de la RSEF. El laurel simboliza el triunfo imperecedero y la coronación de quien lo alcanza; la rama de palmera, la victoria y la fama. El emblema de la RSEF incluye, además, la corona real, heredada de la RSEFQ.

## Presidentes
Para ver los presidentes de la RSEFQ, durante el período comprendido entre 1903 y 1980, consulte el artículo Presidentes de la RSEFQ. Los presidentes de la RSEF han sido:
- 1980-1984: Carlos Sánchez del Río y Sierra
- 1984-1988: Maximino Rodríguez Vidal
- 1988-1993: Alfredo Tiemblo Ramos
- 1993-1997: José María Savirón de Cidón
- 1997-2005: Gerardo Delgado Barrio
- 2005-2010: Antonio Fernández Rañada
- 2010-2013: María del Rosario Heras Celemín
- 2013-2021: José Adolfo de Azcárraga Feliu
- 2021-.....:  Luis Viña Liste

## Subdivisiones
Desde los años 1970 fueron surgiendo diversas secciones locales y grupos especializados dentro de la Real Sociedad Española de Física y Química, que posteriormente pasaron a la RSEF y/o a la RSEQ. En el año 2017 se crearon las divisiones de la RSEF.

## Publicaciones
La publicación clásica Anales de Física, publicada por la RSEFQ, se dividió en dos series entre 1981 y 1992:
- Anales de Física / serie A: Fenómenos e interacciones (ISSN 0211-6243, CODEN AFAIDU)
- Anales de Física / serie B: Aplicaciones, Métodos e Instrumentos (ISSN 0211-6251, CODEN AFBIDZ).

Entre 1992 y 1998 las dos series se reunifican y la revista recupera su nombre de Anales de Física (ISSN 1133-0376, CODEN AFISEX). En este período cae la presentación de artículos.
La publicación dejó de publicarse después del n° 2 de 1998, cuando Anales de Física se fusionó con varias revistas europeas (Acta Physica Hungarica, Czechoslovak Journal of Physics, Il Nuovo Cimento, Journal de Physique, Portugaliae Physica y Zeitschrift für Physik) para fundar The European Physical Journal (EPJ). En el año 2000 se publicó un número de cierre de la revista.
Para continuar la tradición de la revista desaparecida, la Real Sociedad Española de Física publica ahora la Revista Española de Física de interés general y que contiene también información sobre la vida de la RSEF. También publica un Boletín informativo mensual.

## Distinciones
La RSEF tenía establecidos diversos premios: 
- Medalla de la RSEF
- Premio Física, Innovación y Tecnología
- Premio a Investigadores Noveles, con categorías de Física Teórica y Física Experimental
- Premios Enseñanza de la Física, con categorías de Universidad y Enseñanzas Medias
- Premio a los mejores artículos publicados en la Revista Española de Física y la Revista Iberoamericana de Física.

Desde el año 2006, estos premios se otorgan en colaboración con la Fundación BBVA, habiendo aumentado considerablemente su dotación económica.
Actualmente los premios RSEF-Fundación BBVA se otorgan en las siguientes categorías:
- Medalla de la RSEF
- Premio Investigador Novel en Física Teórica
- Premio Investigador Novel en Física Experimental
- Premio Física, Innovación y Tecnología
- Premio Enseñanza y divulgación de la Física (enseñanza universitaria)
- Premio Enseñanza y divulgación de la Física (enseñanza media)
- Mejores Artículos en las publicaciones de la RSEF.